# Cheek to Cheek Tour
Cheek to Cheek Tour là chuyến lưu diễn của hai ca sĩ Mỹ: Tony Bennett và Lady Gaga để hỗ trợ cho album Cheek to Cheek (2014). Chuyến lưu diễn bắt đầu với 2 đêm diễn tại The Cosmopolitan ở Las Vegas, được lên lịch cho 31 show diễn xuyên suốt châu Âu và Bắc Mỹ trong nửa đầu năm 2015, và sẽ được tiếp tục mở rộng trong thời gian đi tour. Nhiều đêm diễn trong chuyến lưu diễn này là một phần của các festival âm nhạc như Ravinia Festival, Copenhagen Jazz Festival, North Sea Jazz Festival, và Gent Jazz Festival.

## Thương mại
Jesse Lawrence từ tờ Forbes báo cáo rằng nhu cầu vé của tour diễn là rất lớn, nhiều tới mức phải thêm nhiều buổi diễn mới để đáp ứng nhu cầu. Anh ta cũng cho biết giá vé của các buổi hòa nhạc cao hơn nhiều so với mức trung bình, đặc biệt là vé chợ đen. Jesse cũng viết trong một bài báo khác đêm diễn tất niên của Gaga và Bennett có giá mắc nhất, với giá vé trung bình $647.58 và giá chót để vào cửa là $239.

## Đánh giá

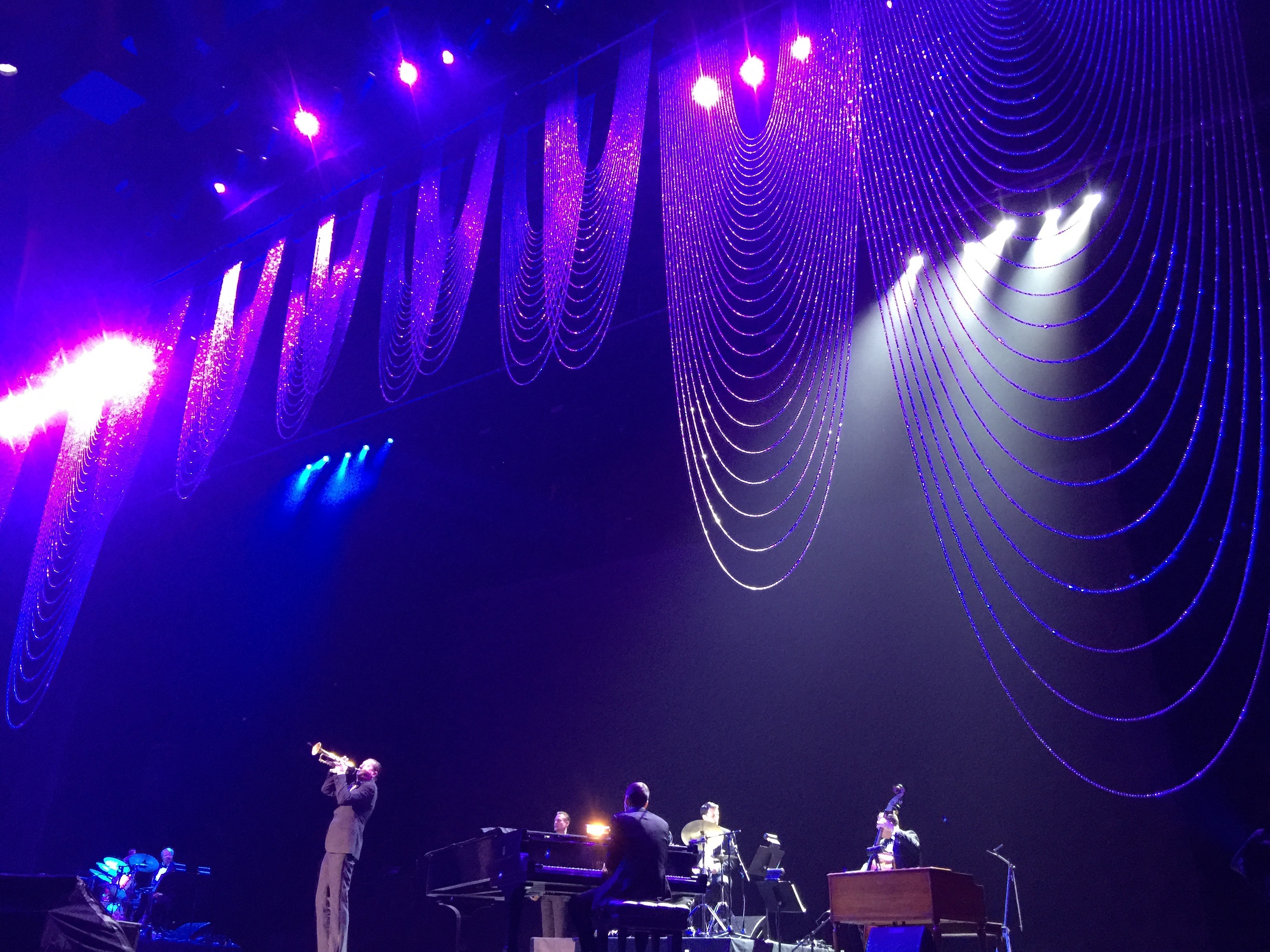
Sân khấu của một đêm diễn trong tour với những bức màn pha lê

Marc Graser của tờ Variety gọi Lady Gaga và Tony Bennett là"bạn nhảy hoàn hảo". Anh ta ấn tượng với chất giọng tiềm lực của Gaga và Bennett, khẳng định buổi hoà nhạc"hiệu quả một cách quyến rũ khi thể hiện tài năng của cả hai nghệ sĩ trên một sân khấu trang trí đơn giản với những bức màn pha lê". Viết cho tờ Las Vegas Weekly, Mark Adams đưa ra một nhận xét tích cực, nói rằng"mọi phần trình diễn đều hoàn hảo". Anh ta không ngại tán dương, khẳng định chất giọng và những tiền lệ. Mark cũng ghi chép rằng"hai ngôi sao có thể cách nhau vài chục tuổi, nhưng họ hiện đều đang trên đỉnh cao". Anh ấy kết bằng câu"nhìn có vẻ là một cặp đôi kỳ lạ. Nhưng bất cứ ai nghe 2 nghệ sĩ chuyên nghiệp này hát với nhau sẽ công nhận là nó hiệu quả". Ashley Lee của tờ The Hollywood Reporter định nghĩa buổi biểu diễn là"Một Bennett tuyệt vời mà không cần cố gắng và một Gaga bị ràng buộc với sự kính trọng kết đôi trình diễn một tập hợp những tác phẩm kinh điển của thời đã qua".
Stuart Derdyn từ The Vancouver Sun cho rằng"Cặp đôi đã thắp sáng nhà hát Queen Elizabeth Theatre". Anh tán dương phần trình diễn của Gaga trên sân khấu rằng"cô ấy sinh ra đã là nghệ sĩ". Denny Directo của ET đánh giá show diễn tại Hollywood Bowl, đã khen buổi biểu diễn nói chung và khả năng trình diễn chất giọng của hai ca sĩ, nói rằng"cô ấy (Gaga) sinh ra để trình diễn sách American Songbook"và"Ông ấy (Bennett) là bảo vật quốc gia với sự nghiệp kéo dài hơn 6 thập kỹ mà vẫn còn chất".

## Nội dung
Nội dung này là lấy đại diện từ đêm diễn ngày 30 tháng 12 năm 2014. Nó sẽ không chính xác cho tất cả các buổi hoà nhạc trong tour diễn.
1. "Anything Goes"
2. "Cheek to Cheek"
3. "They All Laughed"
4. "The Good Life"
5. "The Lady's in Love with You"
6. "Nature Boy"
7. "How Do You Keep the Music Playing?"
8. "Sing, You Sinners"
9. "Bang Bang (My Baby Shot Me Down)"
10. "Bewitched, Bothered and Bewildered"
11. "Firefly"
12. "Smile"
13. "When You're Smiling"
14. "Steppin' Out with My Baby"
15. "I Won't Dance"
16. "For Once in My Life"
17. "The Best Is Yet to Come"
18. "I Can't Give You Anything But Love"
19. "Lush Life"
20. "Sophisticated Lady"
21. "Watch What Happens"
22. "Let's Face the Music and Dance"
23. "Ev'ry Time We Say Goodbye"
24. "I Left My Heart in San Francisco"
25. "Who Cares?"
26. "But Beautiful"
27. "The Lady Is a Tramp"
28. "It Don't Mean a Thing (If It Ain't Got That Swing)"

## Lịch diễn
| Ngày                    | Thành phố        | Quốc gia      | Địa điểm                             | Tham dự         | Doanh thu  |        |
| Bắc Mỹ                  | Bắc Mỹ           | Bắc Mỹ        | Bắc Mỹ                               | Bắc Mỹ          | Bắc Mỹ     | Bắc Mỹ |
| ----------------------- | ---------------- | ------------- | ------------------------------------ | --------------- | ---------- | ------ |
| Tháng 12, ngày 30, 2014 | Las Vegas        | Hoa Kỳ        | The Cosmopolitan                     | 4,200 / 4,200   | $813,675   |        |
| Tháng 12, ngày 31, 2014 | Las Vegas        | Hoa Kỳ        | The Cosmopolitan                     | 4,200 / 4,200   | $813,675   |        |
| Tháng 2, ngày 8, 2015   | Los Angeles      | Hoa Kỳ        | The Wiltern Theatre                  | –               | –          |        |
| Tháng 4, ngày 10, 2015  | Las Vegas        | Hoa Kỳ        | The AXIS                             | 7,942 / 8,654   | $1,057,009 |        |
| Tháng 4, ngày 11, 2015  | Las Vegas        | Hoa Kỳ        | The AXIS                             | 7,942 / 8,654   | $1,057,009 |        |
| Tháng 4, ngày 23, 2015  | Austin           | Hoa Kỳ        | Austin City Limits                   | –               | –          |        |
| Tháng 4, ngày 24, 2015  | The Woodlands    | Hoa Kỳ        | Cynthia Woods Mitchell Pavilion      | –               | –          |        |
| Tháng 4, ngày 26, 2015  | New Orleans      | Hoa Kỳ        | New Orleans Jazz & Heritage Festival | –               | –          |        |
| Tháng 5, ngày 25, 2015  | Vancouver        | Canada        | Queen Elizabeth Theatre              | –               | –          |        |
| Tháng 5, ngày 26, 2015  | Vancouver        | Canada        | Queen Elizabeth Theatre              | –               | –          |        |
| Tháng 5, ngày 28, 2015  | Concord          | Hoa Kỳ        | Concord Pavilion                     | –               | –          |        |
| Tháng 5, ngày 30, 2015  | Los Angeles      | Hoa Kỳ        | Hollywood Bowl                       | –               | –          |        |
| Tháng 5, ngày 31, 2015  | Los Angeles      | Hoa Kỳ        | Hollywood Bowl                       | -               | -          |        |
| châu Âu                 |                  |               |                                      |                 |            |        |
| Tháng 6, ngày 8, 2015   | London           | Anh           | Royal Albert Hall                    | –               | –          |        |
| Tháng 6, ngày 9, 2015   | London           | Anh           | Royal Albert Hall                    | –               | –          |        |
| Bắc Mỹ                  |                  |               |                                      |                 |            |        |
| Tháng 6, ngày 13, 2015  | Paradise Island  | Bahama        | Atlantis Paradise Island             | –               | –          |        |
| Tháng 6, ngày 19, 2015  | New York         | United States | Radio City Music Hall                | –               | –          |        |
| Tháng 6, ngày 20, 2015  | New York         | United States | Radio City Music Hall                | –               | –          |        |
| Tháng 6, ngày 22, 2015  | New York         | United States | Radio City Music Hall                | –               | –          |        |
| Tháng 6, ngày 23, 2015  | New York         | United States | Radio City Music Hall                | –               | –          |        |
| Tháng 6, ngày 26, 2015  | Highland Park    | United States | Ravinia Festival                     | –               | –          |        |
| Tháng 6, ngày 27, 2015  | Highland Park    | United States | Ravinia Festival                     | –               | –          |        |
| Tháng 6, ngày 29, 2015  | Wallingford      | United States | Oakdale Theatre                      | –               | –          |        |
| Tháng 6, ngày 30, 2015  | Lenox            | United States | Tanglewood                           | –               | –          |        |
| châu Âu                 |                  |               |                                      |                 |            |        |
| Tháng 7, ngày 4, 2015   | Monte Carlo      | Monaco        | Monte Carlo Summer Festival          | –               | –          |        |
| Tháng 7, ngày 6, 2015   | Montreux         | Thụy Sĩ       | Montreux Jazz Festival               | –               | –          |        |
| Tháng 7, ngày 8, 2015   | Copenhagen       | Đan Mạch      | Copenhagen Jazz Festival             | –               | –          |        |
| Tháng 7, ngày 10, 2015  | Rotterdam        | Hà Lan        | North Sea Jazz Festival              | –               | –          |        |
| Tháng 7, ngày 12, 2015  | Ghent            | Bỉ            | Gent Jazz Festival                   | –               | –          |        |
| Tháng 7, ngày 15, 2015  | Perugia          | Ý             | Umbria Jazz Festival                 | –               | –          |        |
| Tháng 7, ngày 17, 2015  | Palafrugell      | Tây Ban Nha   | Cap Roig Festival                    | –               | –          |        |
| Bắc Mỹ                  |                  |               |                                      |                 |            |        |
| Tháng 7, ngày 24, 2015  | Atlantic City    | Hoa Kỳ        | Borgata Event Center                 | –               | –          |        |
| Tháng 7, ngày 25, 2015  | Bethel           | Hoa Kỳ        | Bethel Woods Center for the Arts     | –               | –          |        |
| Tháng 7, ngày 27, 2015  | Rochester        | Hoa Kỳ        | Meadow Brook Music Festival          | –               | –          |        |
| Tháng 7, ngày 29, 2015  | Atlanta          | Hoa Kỳ        | Chastain Park Amphitheater           | –               | –          |        |
| Tháng 7, ngày 31, 2015  | Washington, D.C. | Hoa Kỳ        | Kennedy Center Concert Hall          | –               | –          |        |
| Tháng 8, ngày 1, 2015   | Washington, D.C. | Hoa Kỳ        | Kennedy Center Concert Hall          | –               | –          |        |
| TỔNG                    | TỔNG             | TỔNG          | TỔNG                                 | 12,142 / 12,854 | $1,870,684 |        |